# Darkoa
Darkoa est une localité située dans le département de Barsalogho de la province du Sanmatenga dans la région Centre-Nord au Burkina Faso.

## Géographie
Darkoa se trouve à 7 km au sud-ouest de Barsalogho, le chef-lieu du département, et à environ 40 km au nord de Kaya.

## Éducation et santé
Le centre de soins le plus proche de Darkoa est le centre médical avec antenne chirurgicale (CMA) de Barsalogho tandis que le centre hospitalier régional (CHR) se trouve à Kaya.
Le village possède une école primaire publique.